# El bus de la vida
El bus de la vida és una pel·lícula espanyola de comèdia dramàtica de 2024, dirigida per Ibon Cormenzana, qui la va coescriure amb Eduard Sola. És protagonitzada per Dani Rovira, Susana Abaitua, Elena Irureta i Pablo Scapigliati. Es va estrenar en cinemes d'Espanya el 3 de juliol de 2024, amb distribució d'A Contracorriente Films. S'ha subtitulat al català.

## Trama
L'Andrés (Dani Rovira), un professor de música que treballa a Madrid, ha de traslladar-se a un poble basc per a cobrir la plaça que ha quedat lliure en un institut. Amb els 40 acabats de complir i sense haver superat mai la por escènica, sent que la seva nova vida li està allunyant del somni de ser músic. En arribar allí, en el seu primer dia de classe pateix un desmai a causa d'un fort xiulet en l'oïda: és càncer. Per a rebre tractament ha de desplaçar-se a l'hospital de Bilbao en el «bus de la vida», un vell autocar que trasllada gratuïtament tots els pacients de la zona. Gràcies als riures, confessions, experiències i pors compartides amb els seus companys de viatge, l'Andrés anirà guanyant força per a enfrontar-se per fi a les seves pors i arribar a complir el seu somni.

## Repartiment
- Dani Rovira com a Andrés
- Susana Abaitua com a Mai
- Elena Irureta com a Manuela
- Pablo Scapigliati com a Unai
- Andrés Gertrúdix com a Víctor Arcadia
- Iñigo de la Iglesia com a Txaran
- Amancay Gaztañaga com a Itziar
- Julen Castillo com a David
- Miriam Rubio com a Clara
- José Ramón Soroiz com a Patxi
- Anartz Zuazua Álvarez com a Antxon
- Araia Díaz com a Luna
- Antonio Durán "Morris" com a Santi
- Iria del Río com a Marina

## Producció
Ibon Cormenzana va concebre la idea de la pel·lícula quan, durant una visita a uns familiars, un li va comentar que li havien detectat un tumor d'oïda i li va contar anècdotes que va considerar «divertides» sobre un autobús gratuït de Tudela a Pamplona, anomenat «El bus de la vida», que el duia a ell i a altres passatgers a hospitals grans per a tractaments de ràdio o quimioteràpia. El 21 de març de 2023, es va anunciar que el rodatge de la pel·lícula havia començat a Biscaia sota la direcció de Cormenzana, amb Dani Rovira, Susana Abaitua, Elena Irureta, Antonio Durán "Morris", Nagore Aramburu i Andrés Gertrúdix com a part del repartiment. El pressupost total de la cinta és de tres milions d'euros, incloent-hi un milió d'euros procedent de les ajudes generals de l'ICAA.

## Llançament i màrqueting
El juliol de 2024, A Contracorriente Films va llançar el primer tràiler del film i va programar la seva estrena als cinemes espanyols per al 5 de juliol de 2024. El 24 de juliol de 2024, va llançar el tràiler oficial de la pel·lícula i va avançar la seva estrena del 5 al 3 de juliol.